# Dalmacjusz (imię)
Dalmacjusz – imię męskie pochodzenia łacińskiego, oznaczające "pochodzący z Dalmacji".
Dalmacjusz imieniny obchodzi: 
- 3 sierpnia, w dniu wspomnienia św. Dalmacjusza z Konstantynopola
- 13 listopada, w dniu wspomnienia św. Dalmacjusza, biskupa Rodezu[1]
- 5 grudnia, w dniu wspomnienia św. Dalmacjusza, biskupa, męczennika z Pawii[2].

Dalmacjusz w innych językach:
- łacina – Dalmatius
- francuski – Dalmace, Dalmate
- grecki – Dalmátos[1]
- rosyjski – Далмат, Долматий[3].
- włoski – Dalmazio, Dalmazzo (szczególnie w Cuneo)

Znane osoby noszące imię Dalmacjusz:
- Dalmacjusz (Delmacjusz) – cezar (335-337 n.e.) z rodziny Konstantyna Wielkiego
- Dalmacjusz Moner (1291−1341) – błogosławiony Kościoła katolickiego, kataloński dominikanin

Zobacz też:
- Daumazan-sur-Arize – miejscowość, której nazwa pochodzi od słowa Dalmatianus, oznaczającego "należący do Dalmacjusza"